# Kristalina Georgieva
Kristalina Ivanova Georgieva, coniugata Georgieva-Kinova (in bulgaro Кристалина Иванова Георгиева-Кинова?; Sofia, 13 agosto 1953), è un'economista e politica bulgara, dal 1º ottobre 2019 direttrice operativa del Fondo Monetario Internazionale.
Ha lavorato come direttrice generale della Banca mondiale dal 2 gennaio 2017 al 30 settembre 2019 e ha ricoperto il ruolo di presidente facente funzione del gruppo Banca mondiale dal 1º febbraio al 4 aprile 2019.
Dal 2010 al 2014, durante la seconda presidenza Barroso, è stata Commissario europeo per la cooperazione internazionale, gli aiuti umanitari e la risposta alle crisi; dal 1º novembre 2014 al 31 dicembre 2016 ha ricoperto l'incarico di vicepresidente della Commissione europea e Commissario europeo per il bilancio e le risorse umane nella Commissione Juncker.

## Biografia

### Formazione e carriera professionale
Figlia di un ingegnere civile che era pronipote del rivoluzionario Ivan Karshowski, avvocato e giornalista che contribuì alla nascita dello stato bulgaro dopo l'indipendenza dall'Impero ottomano, Kristalina Georgieva ha ottenuto un dottorato in economia e un master in economia politica e sociologia all'Università di economia nazionale e mondiale a Sofia. Ha svolto lavoro di ricerca e studi sulle politiche ambientali e l'economia delle risorse naturali alla London School of Economics e al Massachusetts Institute of Technology. Ha svolto vari incarichi accademici e di consulenza in Bulgaria e negli Stati Uniti e ha insegnato in molte università del mondo, tra cui il Massachusetts Institute of Technology, l'università Yale, l'università di Harvard e la London School of Economics.
Nel 1993 Georgieva ha iniziato a lavorare per la Banca Mondiale, dove ha ricoperto vari incarichi: economista ambientale per l'Europa e l'Asia centrale, direttrice del Dipartimento per l'ambiente, rappresentante permanente della Banca Mondiale in Russia (dal 2004 al 2007) e infine vicepresidente e direttrice delle strategie e delle azioni per lo sviluppo sostenibile.

### Commissario europeo
Kristalina Georgieva è stata indicata dal governo bulgaro per la Commissione europea solo dopo che il Parlamento europeo aveva bocciato l'indicazione di Rumiana Jeleva, ritenuta insufficientemente competente e trasparente. L'audizione di Georgieva davanti al Parlamento europeo è stata invece positiva.
Non appena nominata commissario europeo, Georgieva si è occupata del coordinamento della risposta europea alla crisi umanitaria seguita al terremoto di Haiti. In seguito Georgieva ha assicurato la visibilità e l'efficacia degli aiuti europei al Cile dopo il terremoto, al Pakistan dopo le alluvioni, ai Paesi del Sahel durante la crisi alimentare, al Darfur e al Kirghizistan. Ha anche seguito le crisi e le catastrofi naturali avvenute all'interno dell'Unione europea. Tra le priorità del suo mandato, Georgieva ha indicato il rafforzamento della capacità europea di rispondere alle catastrofi, la creazione dei corpi volontari europei di aiuto umanitario e la revisione del piano di azione dell'Unione europea per gli aiuti umanitari.
Nel 2010 Georgieva è stata eletta Commissario dell'anno dal settimanale European Voice, mentre nel 2014 è stata confermata dal suo governo nel posto di Commissario europeo della Bulgaria; il 10 settembre il presidente eletto della Commissione Jean-Claude Juncker ha annunciato gli incarichi nel nuovo collegio, affidando a Georgieva il ruolo di vicepresidente e il portafoglio del bilancio e delle risorse umane. Ha assunto il suo nuovo incarico il 1º novembre, dopo l'audizione e l'approvazione del Parlamento europeo della nuova commissione.
Il 2 gennaio 2017 Kristalina Georgieva ha assunto l'incarico di Direttore generale della Banca internazionale per la ricostruzione e lo sviluppo e della Agenzia internazionale per lo sviluppo. Per assumere questo nuovo incarico ha rinunciato alla vicepresidenza della Commissione europea il 31 dicembre 2016. Il suo portafoglio è stato trasferito al commissario tedesco Günther Oettinger.

### Direttrice del FMI
Il 1º agosto 2019 è stata indicata dalla UE come candidata europea alla presidenza del Fondo Monetario Internazionale, battendo l'olandese Jeroen Dijsselbloem. È entrata in carica il 1º ottobre 2019 dopo che il FMI ha cambiato lo statuto che prevedeva un limite di età di 65 anni.
Alla fine di settembre 2021 è stata coinvolta in un grave scandalo che ha portato il settimanale britannico The Economist, tra gli altri, a chiedere le sue dimissioni. Georgieva è accusata di aver contribuito a falsificare alcuni dati per migliorare la posizione della Cina in un'importante classifica economica quando, tra il 2017 e il 2019, era direttrice generale della Banca mondiale.

## Vita privata
Kristalina Georgieva è sposata ed ha una figlia. Oltre al bulgaro, parla l'inglese, il russo e il francese.